# Asceles gracillimus
Asceles gracillimus är en insektsart som beskrevs av Werner 1934. Asceles gracillimus ingår i släktet Asceles och familjen Diapheromeridae. Inga underarter finns listade i Catalogue of Life.